# Rigadin est un galant commissaire de police
Pour plus de détails, voir Fiche technique et Distribution.
Rigadin est un galant commissaire de police est un film muet français réalisé par Georges Monca, sorti en 1913.

## Fiche technique
- Titre : Rigadin est un galant commissaire de police
- Réalisation : Georges Monca
- Scénario : Steinmetz
- Photographie :
- Montage :
- Société de production : Pathé Frères
- Société de distribution : Pathé Frères
- Pays d'origine :  France
- Langue : film muet avec les intertitres en français
- Métrage : 225 mètres
- Format : Noir et blanc — 35 mm — 1,33:1 — Muet
- Genre :  Comédie
- Durée : 7 minutes et 30 secondes
- Dates de sortie : 
  - France : 7 février 1913

## Distribution
- Charles Prince : Rigadin